# 阿列德米斯·迪亞茲
阿列德米斯·迪亞茲·塞拉諾（西班牙語：Aledmys Díaz Serrano，1990年8月1日—），為美國職棒大聯盟的工具人，目前為自由球員。他先前曾效力於紅雀、藍鳥、太空人與運動家等隊。他以前都在古巴打聯賽，後來於2012年叛逃到美國。最後他在2014年與紅雀簽約，2016年登上大聯盟。
2016年，他成為大聯盟史上第一位在超過50個打席後打擊率還能維持超過5成的菜鳥選手，這也讓他在菜鳥年就入選明星賽。

## 職業生涯

### 聖路易紅雀

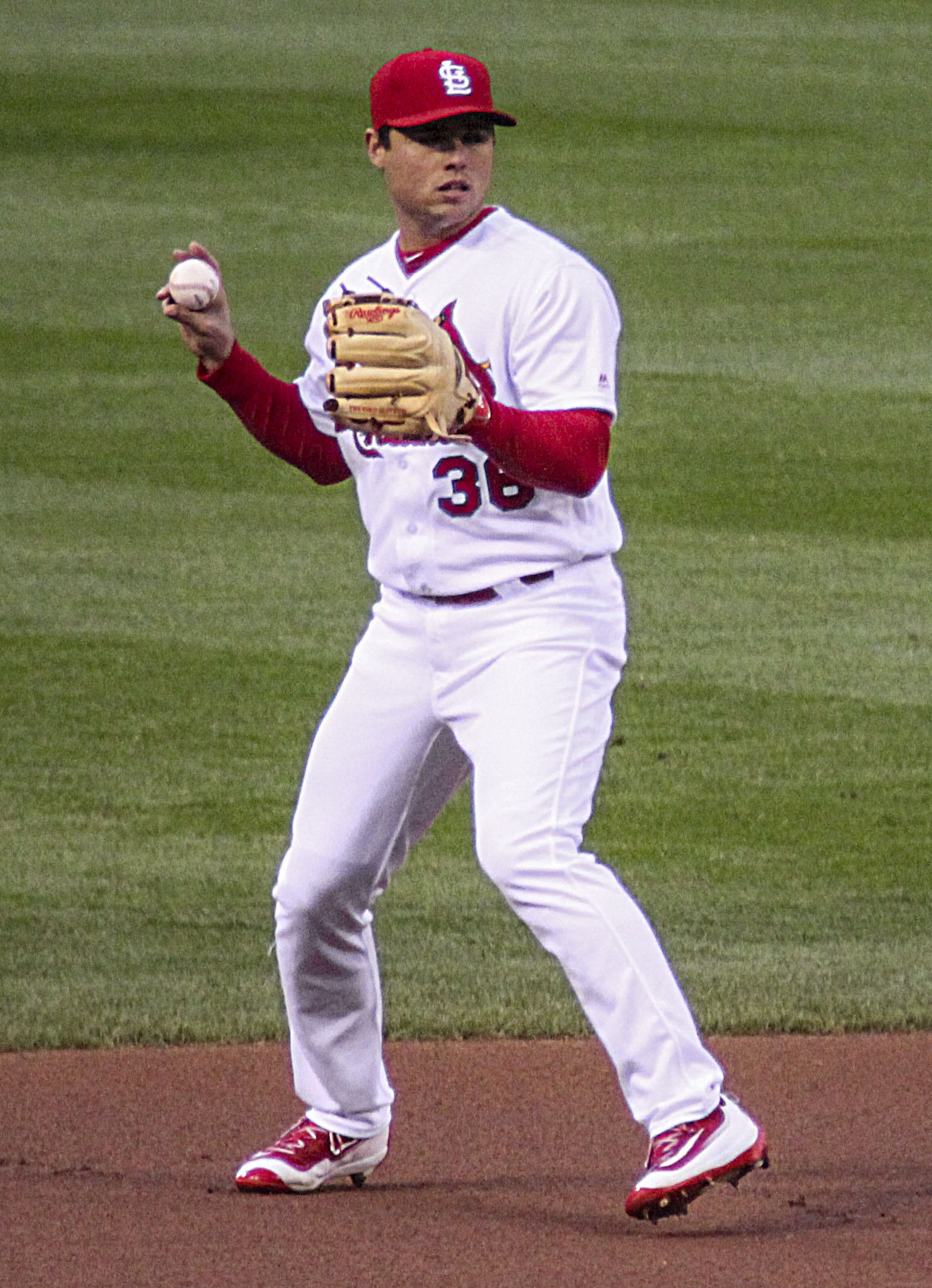
2016年的迪亞茲

2016年4月5日，紅雀外野手湯米·范姆在打擊練習時受傷退場，因此球隊將迪亞茲拉上大聯盟，而他在首打席就成功敲出大聯盟首安。當時球隊的老將游擊手Jhonny Peralta也因傷掛上免戰牌，因此緊急簽下Rubén Tejada做為替補人選，想不到Tejada也在春訓受傷，這也讓迪亞茲有了更多的出賽機會。
4月8日，紅雀成為大聯盟首支單場敲出3支代打全壘打的球隊，由Jeremy Hazelbaker、葛雷格·賈西亞和迪亞茲共同完成。後來Rubén Tejada傷癒回歸，不過迪亞茲打擊狀況火熱，讓Tejada只能淪為球隊的工具人。
4月23日，迪亞茲首度達成單場5安打。他在前52個打席敲出26支安打，成為大聯盟自1900年來首位在超過50個打席還能維持打擊率5成的菜鳥球員。不過他在前31場比賽也發生9次失誤。
在上半季結束前，迪亞茲只再發生6次失誤，並成功入選明星賽。7月21日，他敲出生涯首支再見安打。8月，他因為疲勞性骨折進入傷兵名單，並於9月中回歸。
9月25日，迪亞茲的童年好友荷西·費南德茲因船難去世，而他在兩天後敲出大聯盟生涯首發滿貫砲。整季他的打擊率為3成，並敲出17轟與69分打點，他在新人王票選上拿下第五名。
2017年4月8日，迪亞茲首度達成單場雙響砲。迪亞茲開季一個月的打擊率僅2成17，之後雖然打擊率上升到2成60，但球隊還是將他下放到3A。最後他失去了先發游擊手的位置，改由另一名新秀Paul DeJong擔任。而DeJong最後在新人王票選上拿下第二名，迪亞茲不僅失去了先發守備位置，在球季最後一場比賽更是傷到腿筋。

### 多倫多藍鳥
2017年12月1日，紅雀將迪亞茲交易到藍鳥，換來J. B. Woodman。2018年，球隊游擊手特洛伊·托洛維斯基因傷報銷，迪亞茲便擔任球隊的先發游擊手。整季他的打擊率為2成63，並敲出18轟與55分打點。

### 休士頓太空人
2018年11月17日，藍鳥將迪亞茲交易到太空人，換來Trent Thornton。從加入太空人開始，迪亞茲就從游擊手轉變為工具人。2019年，他的打擊率為2成71，並敲出9轟與40分打點。2020年，他的打擊率為2成41，並敲出3轟與6分打點。
2021年6月6日，他在比賽中被觸身球打中左手，造成左手骨折。整季他繳出2成59的打擊率，並敲出8轟與45分打點。在世界大賽第三場，勇士投手群投出了7局無安打，不過迪亞茲在8局上敲出安打，結束了勇士的無安打。
2022年3月，迪亞茲與太空人簽下1年445萬美元的合約。8月16日，他因為腹股溝受傷進入傷兵名單，直到9月中才回歸。整季他的打擊率為2成43，並敲出12轟與38分打點。太空人最後在世界大賽以4勝2敗打敗費城人，迪亞茲也順利獲得個人生涯首冠。球季結束後，他成為自由球員。

### 奧克蘭運動家
2022年12月13日，迪亞茲與運動家簽下2年合約。2023年，他繳出2成29的打擊率，並敲出4轟與24分打點。
2024年春訓，迪亞茲腹股溝拉傷，結果他在復健時又受傷，直到5月底才重返球隊輪值。該年他僅敲出3支安打，沒有全壘打也沒有打點。最後他在7月2日遭到指定讓渡，5日遭到釋出。

## 個人生活
迪亞茲目前已婚，並育有一子。他們一家在休賽季期間都定居在佛州西棕櫚灘。

## 外部連結
- 球員資訊和成績在MLB，ESPN，Baseball-Reference，Fangraphs（英文）